# The Virtuoso (2021)
The Virtuoso ist ein Thriller von Nick Stagliano, der am 30. April 2021 in ausgewählte US-Kinos kam und am gleichen Tag als Video-on-Demand veröffentlicht wurde.

## Handlung
Der Virtuoso ist ein Profi-Killer, der zurückgezogen in einer Hütte im Wald lebt und von seinem Chef und Mentor seine Aufträge erhält. Nachdem bei einem Auftrag zwar die Zielperson professionell getötet wird, gleichzeitig aber ungewollt auch eine unbeteiligte Mutter vor den Augen ihrer Kinder bei einer Explosion in Brand gesetzt wird und umkommt, bekommt der Virtuoso Selbstzweifel und wird das Bild von der brennenden Frau nicht mehr los. Entgegen dem Rat seines Chefs, eine Pause einzulegen, bleibt der Profi-Killer weiter tätig. Er erhält den Auftrag, eine mit dem Stichwort 'White River' verbundene Person zu töten, wobei er als einzige Informationen die Zeit und den Ort erhält, wo er die Zielperson finden soll, nämlich um 17 Uhr in einem Diner in einer heruntergekommenen Kleinstadt. Nachdem er nacheinander mehrere der im Diner angetroffenen Personen ausgeschaltet hat, erkennt er, dass die von ihm als potentielle Zielperson identifizierten Besucher des Diners selbst Profi-Killer sind, die den Auftrag haben, den auf Grund seiner Selbstzweifel nicht mehr als zuverlässig erachteten Virtuoso im Auftrag von dessen Chef und Mentor zu töten.

## Synchronisation
Die deutschsprachige Synchronisation entstand durch die Xscape Mediaservices in München nach einem Dialogbuch von Steff Hummel, der zugleich die Dialogregie führte.
| Darsteller      | Sprecher            | Rolle                     |
| --------------- | ------------------- | ------------------------- |
| Anson Mount     | Philipp Moog        | der Virtuose              |
| David Morse     | Andreas Borcherding | der Deputy                |
| Eddie Marsan    | Gerhard Jilka       | der Einzelgänger          |
| Richard Brake   | Mike Carl           | der gutaussehende Johnnie |
| Anthony Hopkins | Patrick Zwingmann   | der Mentor                |
| Chris Perfetti  | Benjamin Mereis     | der Motel-Angestellte     |
| Abbie Cornish   | Kathrin Gaube       | die Kellnerin             |

## Produktion
Regie führte Nick Stagliano. Das Drehbuch schrieb James C. Wolf.
Anson Mount spielt in der Titelrolle den Virtuoso, Anthony Hopkins seinen Mentor und Chef. In einer weiteren Rolle ist Abbie Cornish als Bedienung zu sehen.
Gedreht wurde unter anderem im Januar 2019 in Santa Ynez in Kalifornien. Als Kameramann fungierte Frank Prinzi.
Die Filmmusik komponierten Brooke und Will Blair.
Der Film kam am 30. April 2021 in ausgewählte US-Kinos und wurde am gleichen Tag als Video-on-Demand veröffentlicht. Am 26. August 2021 kam der Film in die deutschen Kinos.

## Rezeption

### Altersfreigabe
In den USA erhielt der Film von der MPAA ein R-Rating, was einer Freigabe ab 17 Jahren entspricht. In Deutschland wurde der Film von der FSK ab 16 Jahren freigegeben.

### Kritiken
Der Film stieß bei den Kritikern auf ein negatives Echo.